# Rapha Bounzeki
 (février 2020).
Si vous disposez d'ouvrages ou d'articles de référence ou si vous connaissez des sites web de qualité traitant du thème abordé ici, merci de compléter l'article en donnant les références utiles à sa vérifiabilité et en les liant à la section « Notes et références ».
Rapha Bounzeki (de son vrai nom Bernard Bounzeki ou Bunzeki), né le 4 août 1961 à Brazzaville et mort le 10 mai 2008 dans la même ville, est un auteur-compositeur et chanteur congolais.
Il commence sa carrière solo en 1980 et se fait connaître avec des titres comme Mateya, Le Départ pour l'École et Parisien refoulé.
Rapha a durant les 28 ans de sa vie musicale popularisé la sapologie (mouvement vestimentaire et culturel congolais). Il fait sans doute partie des plus grands noms de ce mouvement.
Sa gamme vocale était remarquable, possédant une voix atypique et profonde qui lui permettait de chanter dans les octaves inférieures ainsi que d'atteindre les notes les plus élevées. Cette polyvalence a contribué à son style distinctif et ajouté à son attrait en tant qu'interprète.

## Biographie
Bernard Bounzeki est né le 4 août 1961 à Brazzaville, la capitale de la République du Congo. Il a commencé sa carrière musicale à l'âge de dix-neuf ans en 1980.
Dans les premières années de sa carrière, Rapha Bounzeki a été membre (d'abord batteur) de divers ensembles musicaux à Brazzaville et Pointe-Noire, notamment Véritas Music. Ensuite, il élargit son parcours en intégrant les orchestres Ata Lokole, Chaka Rail, Viva La Sembadia et Bawadie Melodia.
Il est influencé par Papa Wemba, King Kester Emeneya, James Brown, Bob Marley et Demaza Makofaye. 
Cependant, c'est en 1986 qu'il cherche à rejoindre le groupe Véritable Mandolina. Ce jour-là, les membres du groupe hésitaient à lui donner une chance en raison de sa tenue étrange. C'est le bassiste Wachimelle Ngoula qui a reconnu le potentiel de Rapha et a convaincu les autres de lui donner une opportunité.
Lors de son test, Rapha a interprété sa chanson Christianisé, qui a captivé les membres de Veritable Mandolina et a conduit à son inclusion dans le groupe. Ce même jour, il participe à son premier concert en tant que membre du groupe. La chanson Christianisé est ensuite sortie sur leur album du même nom, sorti en 1986. Cependant, le morceau a été censuré par l'Église catholique en raison de son inclusion de l'Ave Maria dans les paroles.
Après le succès de Christianisé, Rapha et Veritable Mandolina sortent l'album Parisien Refoulé en 1988. La chanson éponyme, considérée comme un classique de la musique congolaise, devient le hit révolutionnaire de Rapha Bounzeki, le faisant connaître à un public plus large.
En 1989, en raison de son immense popularité, Rapha Bounzeki se lance dans une carrière solo. Il a sorti plusieurs albums, dont Résultat de Dimanche en collaboration avec le groupe Choc Stars, et Le Départ pour l'École, parmi tant d'autres.
Rapha Bounzeki est également devenu connu comme un sapeur qualifié, étant l'un des principaux promoteurs de la SAPE.
En 1993, Rapha a collaboré avec Stany Rodriguez et Le Tout-Choc Lusaka Fula pour sortir un autre album très réussi intitulé Mabouesso.
À partir de ce moment, Rapha a été produit par Max Toundé, qui est resté son producteur jusqu'à sa mort prématurée.
Rapha Bounzeki a également collaboré avec d'autres artistes, comme le chanteur Anicet Rigadin Mavoungou, avec qui il a sorti deux albums, Le Duo de la nouvelle génération (Volumes 1 et 2) en 1993 et 1994, respectivement. Il a également collaboré avec sa première épouse, Jacquito wa Mpoungou, sur l'album Le Duo Brazzavillois.
En 1994, Rapha Bounzeki effectue son premier voyage en Europe, plus précisément en France. Il y enregistre plusieurs albums, dont Retour De La Sape (paru en 1995) avec Papa Wemba, Defao et Aurlus Mabélé, ainsi que Kuanga Mokondzi, qui comprend la chanson à succès éponyme.
En 2000, Rapha collabore avec Chiden Dembuta sur l'album Régime sans sel, produit par Willy Mansanga. En 2003, il sort l'album La Misère du Chauffeur.

### Décès
Au cours des dernières années de sa vie, Rapha Bounzeki s'est battu sans relâche pour sécuriser ses droits d'auteur, qu'il croyait avoir été détournés par les autorités de régulation congolaises. Le 10 mai 2008, alors qu'il cherchait à faire valoir ces droits auprès des fonctionnaires, il subit tragiquement une crise hypertensive et s'effondre. Il a été transporté d'urgence au CHU de Brazzaville mais est malheureusement décédé à l'âge de 46 ans. Ses obsèques ont eu lieu le 23 mai 2008, en présence de plusieurs personnalités notables, dont Papa Wemba.

## Discographie
- 1987 : Christianisé (en tant que membre de Véritable Mandolina)
- 1989 : Parisien Refoulé (en tant que membre de Véritable Mandolina)
- 1989 : Résultat du Dimanche (avec Choc Stars)
- 1989 : Le Départ pour l'école
- 1993 : Le duo brazzavillois (avec Jacquito Wa Mpoungou)
- 1993 : Mabouesso (avec Stany Rodriguez, Le Tout Choc Lusaka Fula)
- 1993 : Le duo de la nouvelle génération, vol. 1 (avec Anicet Rigadin Mavoungou)
- 1994 : Kuanga Mokondzi
- 1994 : Le duo de la nouvelle génération, vol. 2 (avec Anicet Rigadin Mavoungou)
- 1995 : Retour à la Sape (avec Papa Wemba, Defao, Aurlus Mabélé)
- 1998 : Kolemba Mobali Te
- 2000 : Régime Sans Sel (avec Chiden Dembuta)
- 2002 : Traitement d'attaque (avec Ben Matata)
- 2003 : La Misère du Chauffeur
- 2005 : La Sapologie N°2